# Bruno Wolf

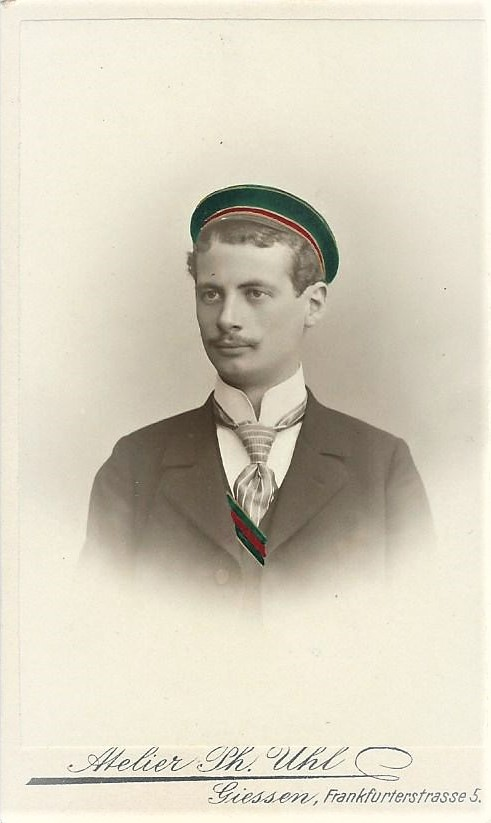
Wolf als Mitglied des Corps Teutonia Gießen, 1899

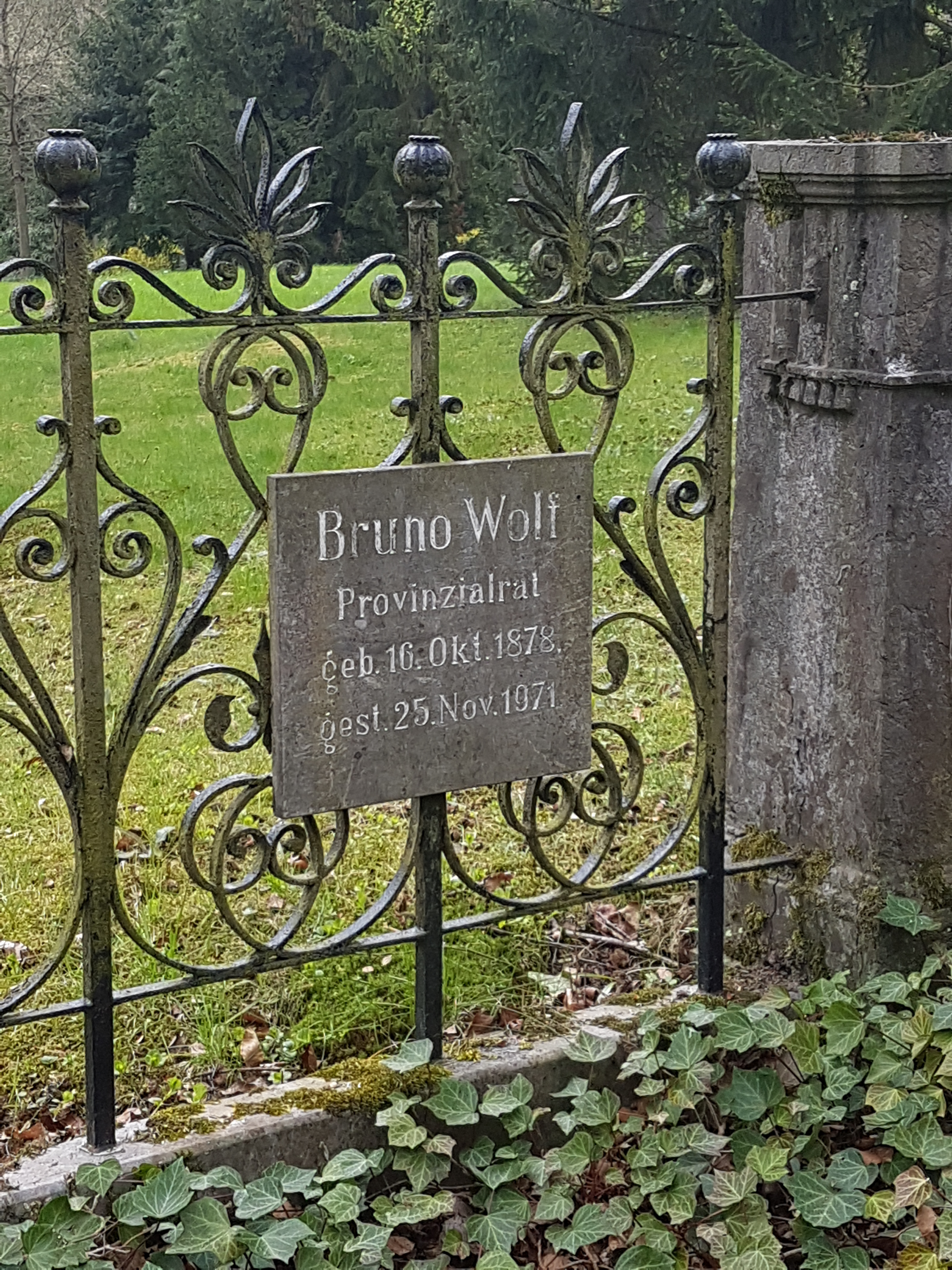
Grabstätte auf dem Alten Friedhof in Gießen

Bruno Wolf (* 16. Oktober 1878 in Mainz; † 25. November 1971 in Friedberg (Hessen)) war ein deutscher Kommunalbeamter und Begründer der heutigen Oberhessischen Versorgungsbetriebe AG.

## Leben
Wolf studierte Rechtswissenschaften in Straßburg und Gießen, wo er 1899 Mitglied des Corps Teutonia wurde. Nach Abschluss seines Studiums trat er in die Provinzialverwaltung der Provinz Oberhessen ein. 1911 gründete er unter Abschluss eines Stromlieferungsvertrages mit Frankfurt am Main das Wasserwerk Inheiden, 1912 das Überlandwerk Oberhessen. Von 1919 bis 1934 war er Provinzialrat der Provinz Oberhessen und bestimmte maßgebend die Belange der Provinz mit. Außer als Gründer der beiden Versorgungsbetriebe erwarb er sich Verdienste um den Ausbau der Verkehrsinfrastruktur. Als missliebiger Beamter wurde er 1934 unter Anwendung des Gesetzes zur Wiederherstellung des Berufsbeamtentums aus dem Staatsdienst entlassen.
Die beiden Werke wurden im Zuge der Auflösung der Provinz Oberhessen am 1. Juli 1937 unter Beteiligung der fünf oberhessischen Kreise Alsfeld, Büdingen, Friedberg, Gießen und Lauterbach zum Zweckverband Oberhessischer Versorgungsbetriebe zusammengeführt. Nach der  Kapitulation Deutschlands im Mai 1945 wurde Wolf zum Leiter des Zweckverbandes ernannt. Zum 31. Oktober 1950 trat er in den Ruhestand.

## Auszeichnungen
Als erster Friedberger Bürger wurde Wolf 1953 mit dem Bundesverdienstkreuz (Steckkreuz) ausgezeichnet.

## Familie
Bruno Wolf war ein Schwager des Gießener Malers Hellmuth Mueller-Leutert. Seine letzte Ruhestätte fand er in Mueller'schen Familiengrab auf dem Alten Friedhof in Gießen.